# Stade des Trois Tilleuls
 (août 2025).
Le stade des Trois Tilleuls (en néerlandais : Drie Lindenstadion) est un stade de football situé à Watermael-Boitsfort en Belgique. Il fait partie du complexe du Parc Sportif des Trois Tilleuls.

## Histoire
Le stade des Trois Tilleuls, situé à Watermael-Boitsfort, a accueilli comme club résident le Royal Racing Club de Bruxelles. Il est actuellement utilisé principalement par le Royal Racing Club de Boitsfort.
Sa construction a eu lieu entre 1946 et 1948. Le 11 février 2011, il a été classé monument de la commune de Watermael-Boitsfort.

## Infrastructures actuelles

### Stade
Le stade constitue le terrain principal du Royal Racing Club de Boitsfort parmi les trois terrains de football de l’association. L’ensemble est intégré au parc sportif des Trois Tilleuls, qui comprend également une piscine, une salle de musculation, un club d’haltérophilie, un club de rugby et d’autres activités sportives, certaines se déroulant en dehors de l’enceinte principale. Des courts de tennis complètent l’infrastructure.
L’accès se fait par une entrée principale marquée par une arche en pierre donnant sur deux allées:
- à gauche, les installations sportives,
- à droite, une aire de jeux pour enfants et l’accès aux terrains secondaires.

Le bâtiment principal, construit en pierre, regroupe la buvette, les vestiaires, les locaux techniques et divers espaces annexes. Une tribune est intégrée à la façade orientée vers le terrain principal.
Le stade est également fréquenté par des coureurs à pied qui utilisent la piste d’athlétisme. Une aire de jeux et des espaces verts sont présents à proximité immédiate.

### Les abords
Les alentours du stade sont composés principalement de rues résidentielles bordées d’espaces verts et d’habitations de style typiquement bruxellois. Le secteur est réputé calme et ne présente pas de problèmes particuliers de sécurité. 
Le parc sportif se trouve à proximité de plusieurs espaces verts publics, dont le parc de la Héronnière.

### État des infrastructures
Malgré un entretien régulier, certaines installations présentent des signes de vétusté. Les gradins en pierre situés au bord de la pelouse montrent une usure visible (dégradation de la pierre, présence de mousse). Le bâtiment principal et diverses infrastructures sont également affectés par l’âge, à l’exception des terrains synthétiques, encore en bon état bien qu’anciens.